# قاي سانت كلير
قاي سانت كلير (بالإنجليزية: Guy St. Clair)‏ هو أمين مكتبة أمريكي، ولد في 1940 في فرجينيا في الولايات المتحدة.